# Kaknäsvägen

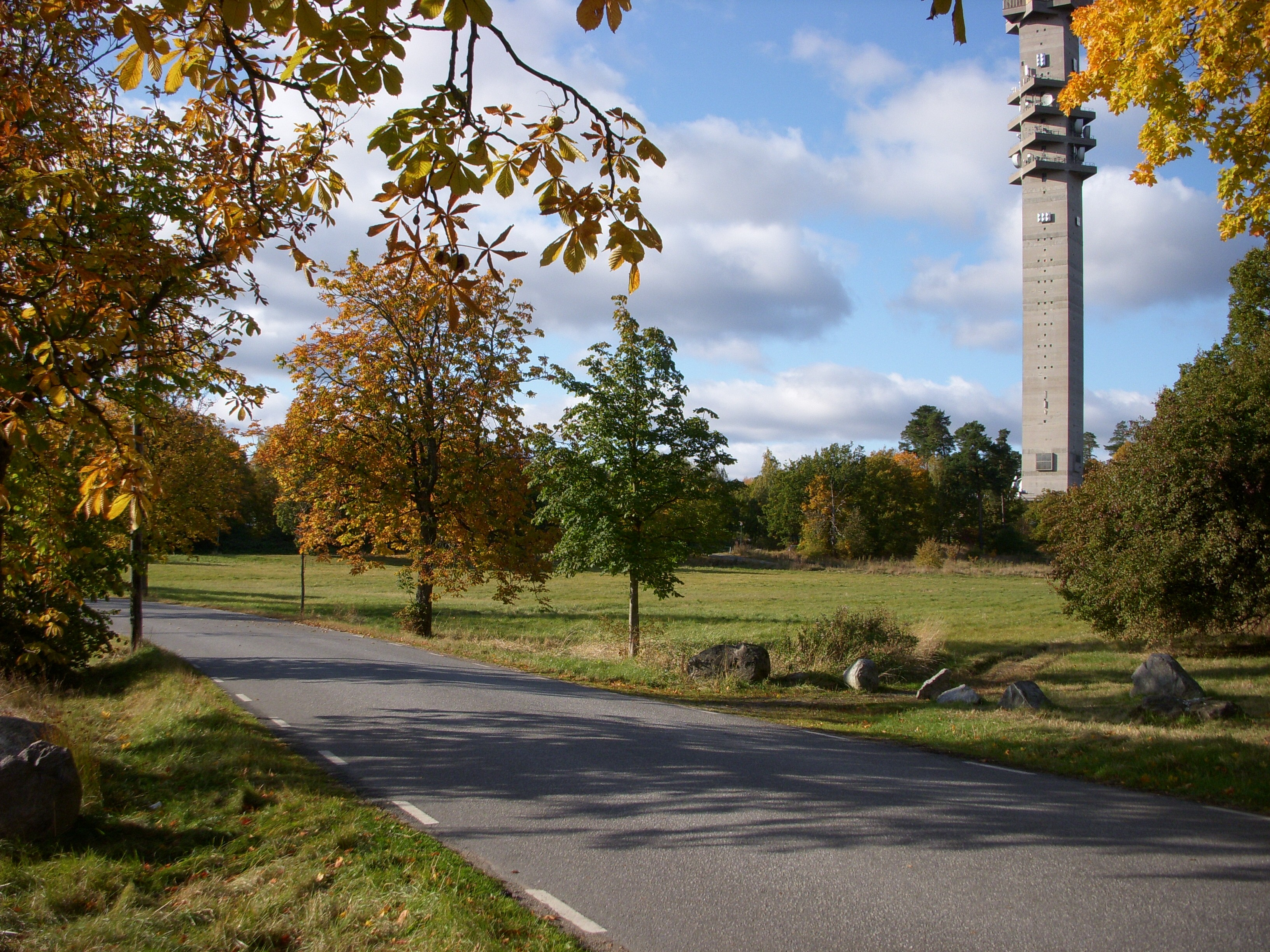
Kaknäsvägen med Kaknästornet 2009.

Kaknäsvägen är en gata på Ladugårdsgärdet i Stockholm. Kaknäsvägen fick sitt nuvarande namn 1954. 
Gatan sträcker sig på Norra Djurgården över ett nästan obebyggt, lantligt område från Djurgårdsbrunnsvägen i nordostlig riktning fram till Lilla Värtan och Lidingöbro värdshus. Namnet härrör från Kaknäs (Kakunæs 1435) som var namnet på den by vars ägor omfattade sydöstra delen av nuvarande Ladugårdsgärde. Kaknäsvägen leder förbi Kungliga Djurgårdens största gravfält, med trettio synliga gravar från yngre järnåldern (550 f.Kr. – 1100 e.Kr.). 
Idag slutar Kaknäsvägen vid Lilla Värtan, men på 1800-talet hade vägen en fortsättning via Lidingö bro, en knappt 800 meter lång flottbro till Lidingön och Larsbergs brostuga. Flottbron existerade mellan 1802 och 1883 då den ersattes med en ny flottbro som förlades längre norrut  mellan  Ropsten och Torsvik.

## Byggnader och anläggningar vid Kaknäsvägen

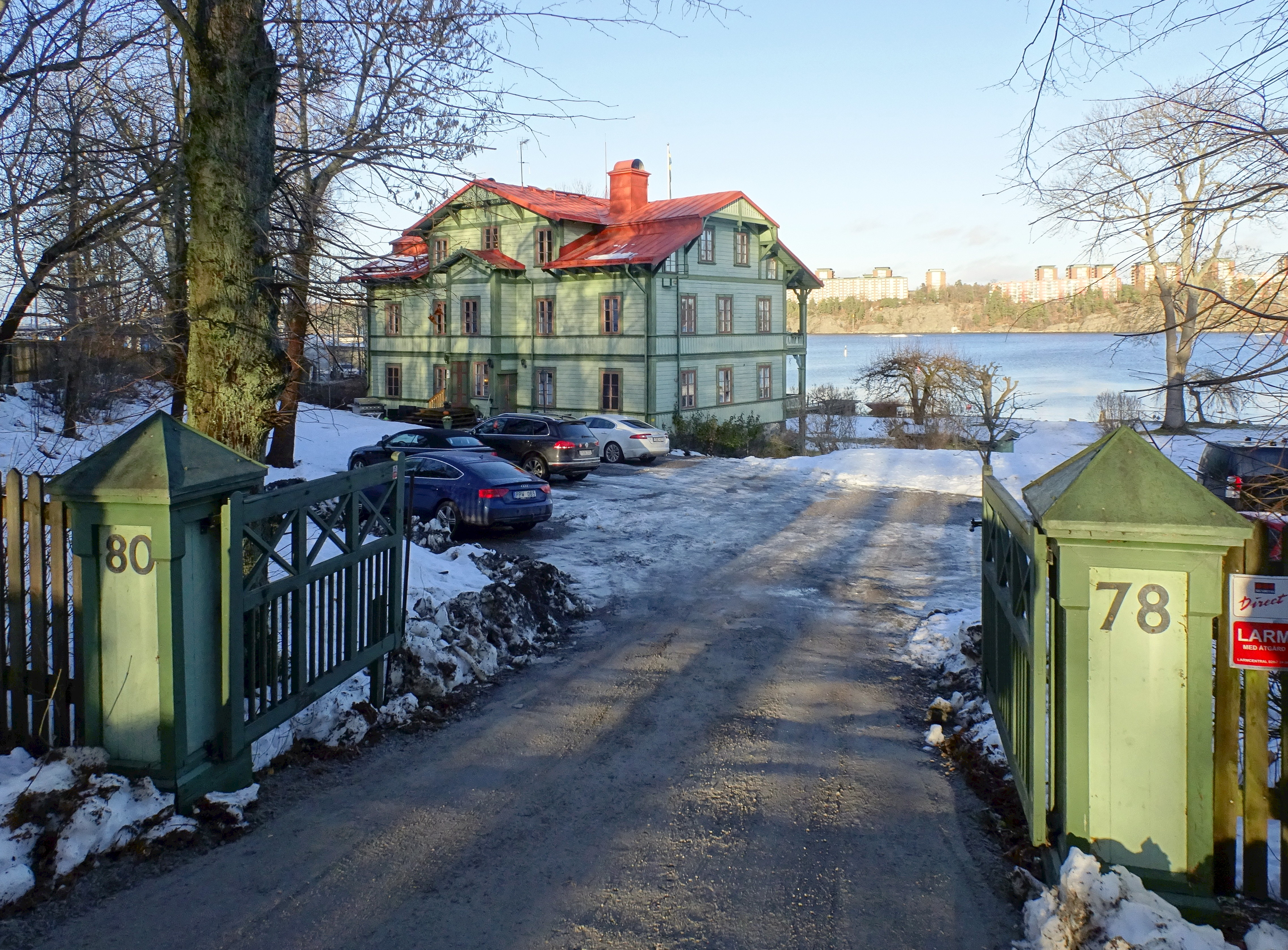
Norra Villervallan 2016.

- Nr 30: Sjöfartklubbens fritidsanläggning och Kaknäs IP
- Nr 42: Villa Kaknäs
- Nr 44-46: Villa Kusten
- Nr 58-60: Villa Östkusten
- Nr 64: Lidingöbro värdshus
- Nr 68: Brostugorna
- Nr 70-72: Lilla och Stora Astringe
- Nr 78-80: Norra och södra Villervallan